# Улица Призренска (Београд)
| Призренска улица | Призренска улица |
| ---------------- | ---------------- |
|                  |                  |
| Општина          | Стари град       |
| Почетак          | Теразије         |
| Крај             | Зелени венац     |
| Дужина           | 300 m            |
| Названа          | Призрен          |
|                  |                  |
|                  |                  |
| Призренска улица |                  |

Призренска улица је улица која се налази у Београду, у општини Стари град.

## Траса
Призренска улица почиње од Теразија, и у дужини од око 300 м пружа се праволинијски, низбрдо, до Зеленог венца.  Постоји 35 Балканских улица, у насељима и градовима Србије.

## Назив улице
Призренска улица је име добила по Призрену, граду који је седиште истоимене општине у Србији, у јужном делу Косова и Метохије. Призренска улица спада у једну од 34 улице којима никада није мењано име.

## Историја
Призренска улица ово име носи од 1872. године. Она је тада спајала Господску, (данас Бранкову), улицу са Теразијама. У то доба ту је био почетак Крагујевачког друма, који ће касније водити ка Славији, па навише, данашњим Булеваром ослобођења ка садашњој Аутокоманди, и даље, ка Крагујевцу.
Прво су запреге и фијакери представљали варошки превоз, а затим је низ стрму улицу постављена трамвајска пруга, па је туда ишао трамвај број 14, који је спајао стари град са Земуном. Линија 14 била је веома популарна, а прелазила је преко Саве на месту данашњег Бранковог моста, којем је претходио Мост краља Александра. Мост је направљен 1934, а већ годину дана касније преко њега је била постављена трамвајска пруга, која је спајала почетну станицу испред Скупштине и долазила до хотела "Централ" у Земуну.

## Значајни објекти
У Призренској улици се налази неколико угоститељских објеката, мењачница, продајних објеката, кладионица, као и: 
- Хотел "Балкан", Призренска 2
- Вила "Теразије", Призренска 1
- Зграда у којој је становао Иво Андрић, Призренска 7

Модернистичка архитектура Призренске 7 донела је награду Браниславу Којићу за најлепшу фасаду Београда 1934. Иво Андрић (1892-1975) је становао у овој згради као подстанар од 1941. до 1958. године, и ту је написао романе "На Дрини ћуприја", "Травничка хроника" и "Госпођица".

## Занимљивости
На тротоару Призренске улице постављени су мини шахтови Милоша Томића, са порукама "Јао, јао девојке", "Питам се, питам где је крај космоса", и "Опусти се и муцај".

## Градски превоз
Призренском улицом не пролазе линије градског превоза али на оближњој почетној станици Зелени венац постоји преко 20 линија градског превоза. 

## Галерија
- Призренска улица
- Призренска улица бр. 7, Зграда у којој је становао Иво Андрић
- Призренска улица бр. 7
- Призренска улица, мини шахтови